# 犬吠號 (高速巴士)

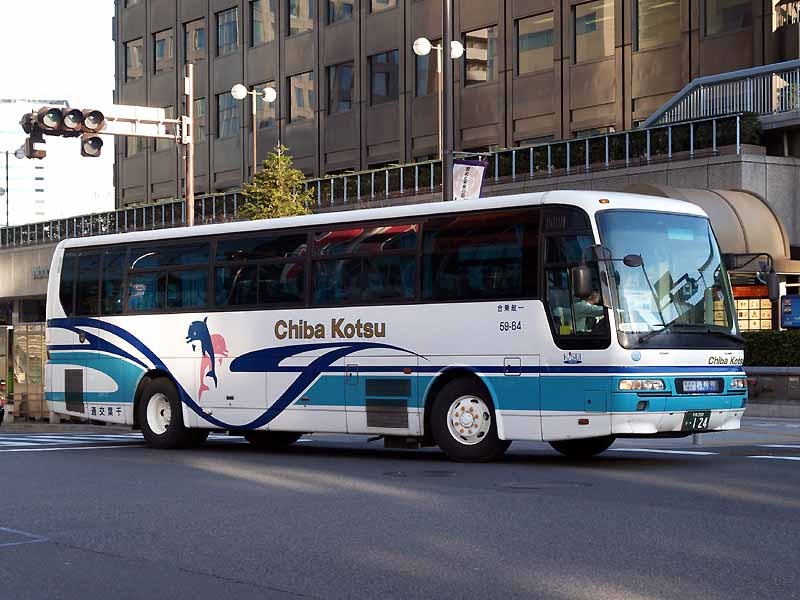
犬吠號（千葉交通）

犬吠號是由濱松町巴士總站、東京站八重洲口前經由千葉縣旭往銚子市的高速巴士路線。當東京～銚子間是經由佐原、小見川連結的為利根Liner（とねライナー）。犬吠號運行會社為京成巴士和千葉交通共同運行。利根Liner為千葉交通單獨運行

## 线路

### 犬吠號（旭經由）
運行經路
- 濱松町巴士總站～東京站八重洲口前～大榮～栗源～山田～干潟～旭～海上～飯岡保健福祉中心前～飯岡～高速小濱～高速三崎～東芝町～陣屋町～高速川口～犬吠埼京成酒店
- 下行一部往千葉科學大學。這時會經陣屋町。

### 利根Liner（佐原・小見川経由）
運行經路
- 小見川經由:濱松町巴士總站～東京站八重洲口前～佐原香取～高速小見川工業團地～高速八都～小見川～笹川～橘～豐里～高速高田～高速松岸～東芝町～陣屋町
  - 一部千葉科學大學發着。這時會經陣屋町。

- 佐原経由:濱松町巴士總站～東京站八重洲口前～大榮～高速赤坂台～高速與倉～玉造團地入口～佐原站北口～高速香取市役所前～高速津宮～側高神社～高速一之分～高速下小堀～小見川～笹川～橘～豐里～高速高田～高速松岸～東芝町

- 小見川・佐原經由（土休日運行）:濱松町巴士總站～東京站八重洲口前～大榮～高速赤坂台～高速與倉～玉造團地入口～佐原站北口～高速香取市役所前～佐原香取～高速小見川工業團地～高速八都～小見川～笹川～橘～豐里～高速高田～高速松岸～東芝町

## 沿革
- 1991年6月 － 犬吠號運行開始。
- 1995年4月 － 經由小見川的利根Liner運行開始。
- 1996年9月 － 經由佐原的利根Line運行開始。

## 關連項目
- 麻生號（あそう号）
- 大阪 - 銚子線
- 潮騷 (列車)（しおさい）

## 外部連結
- 京成巴士 （页面存档备份，存于）
- 千葉交通 （页面存档备份，存于）